# Ezequiel Canário
Ezequiel Mendonça Canário (Faro, 10 de Abril de 1960), é um antigo atleta português especialista no fundo e no corta-mato.
Os seus clubes foram o Sporting Clube de Portugal (entre 1983 e 1987 e entre 1993 e 1996) e o Imortal de Albufeira (em 1988 e 1989). Representou ainda o Liceu de Faro, o Farense, o Sport Lisboa e Benfica, o Farauto, o Maratona Clube de Portugal e a Conforlimpa.
Participou em 2 Jogos Olímpicos, em 1984 em Los Angeles na prova dos 5000 metros onde obteve o 9º lugar e em 1988 em Seul na prova dos 10000 metros onde não se qualificou para a final.
Participou no Campeonato do Mundo em 1987 em Roma na prova dos 10000 metros onde ficou em 11º lugar.
Participou por duas vezes nos Campeonatos da Europa, em 1986 em Estugarda na prova dos 10000 metros onde obteve o 21º lugar e em 1990 em Split na prova dos 10000 metros onde alcançou a 7ª posição.
Participou nos Campeonatos Ibero-americanos em 1983 em Barcelona na prova dos 5000 metros onde obteve a Medalha de prata.
No corta-mato participou por 12 vezes no Campeonato Mundial de Corta-Mato, tendo ganho a medalha de bronze por equipes na edição de 1984.

## Recordes pessoais
- 1500 metros: 3.41,54 (Kokkola - 1987)
- 5000 metros: 13.26,50 (Los Angeles - 1984)
- 10000 metros: 27.50,09 (Estocolmo - 1989)

## Conquistas
Campeonatos nacionais
- 2 Campeonatos Nacionais de Corta Mato (1988 e 1989)

Jogos Olímpicos
- (1984 - Los Angeles) 5000 metros (9º lugar)
- (1988 - Seoul) 10000 metros (qualificações)

Campeonatos do mundo
- (1987 - Roma) 10000 metros (11º lugar)

Campeonatos da Europa
- (1986 - Estugarda) 10000 metros (21º lugar)
- (1990 - Split) 10000 metros (7º lugar)

Campeonatos ibero-americanos
- (1983 - Barcelona) 5000 metros (Medalha de prata)